# 亞當·魏斯豪普特
約翰·亞當·魏斯豪普特（德語：Johann Adam Weishaupt，發音：[ˈjoːhan ˈʔaːdam ˈvaɪshaʊpt]；1748年11月6日—1830年11月18日），德国哲学家，光照派创始人。

## 早年
魏斯豪普特出生于巴伐利亚选侯国治下的因戈尔施塔特，其父乔安·格奥尔格·魏斯豪普特为因戈尔施塔特大学法学教授，在他五岁时去世，之后由同为因戈尔施塔特大学法学教授的教父乔安·亚当·冯·艾克斯塔特抚养。艾克斯塔特支持克里斯蒂安·沃尔夫的学说，他的启蒙思想对魏斯豪普特造成了深远的影响。魏斯豪普特7岁时开始在一间耶稣会学校接受正式教育，后来就读因戈尔施塔特大学，1768年毕业，获法学博士学位。1772年魏斯豪普特也成了因戈爾施塔特大學法学教授，次年与Afra Sausenhofer结婚。

## 创立光明会
1776年5月1日，他在巴伐利亚创立光明会。其创立宗旨众说不一，一说为寻求社会公平和自由，一说是为了反抗宗教、推崇理性主义。
1777年魏斯豪普特被慕尼黑的共济会会所吸纳。他利用共济会来招收自己的人马，和阿道夫·克尼格一起推动了光明会的扩张。
光明会为政府所不容，1784年卡爾·泰奧多爾将其封禁。魏斯豪普特失去了大学教职并逃离巴伐利亚。

## 流亡生涯
薩克森-哥達-阿爾滕堡的欧内斯特二世对其表示同情，并让他在哥达安居下来。他在这里写下了一系列光明会文献，如《巴伐利亚光明会迫害史》（1785）等。1830年魏斯豪普特在哥达逝世，比他的第二个妻子安娜·玛利亚（Sausenhofer家族）和几个孩子都活的久。而光明会在被禁之后就很快解散了，没有任何证据显示它在后世还有影响力。